# Josip Colina
Josip Colina (* 8. November 1980) ist ein bosnisch-herzegowinischer ehemaliger Fußballspieler, der auch einen Schweizer Pass besitzt.
Josip Colina wurde vor der Fußballsaison 2007/08 vom Grasshopper Club Zürich verpflichtet. Der Innenverteidiger kam vom FC Concordia Basel und spielte vorher unter anderem bei Varese FC, FC Wangen bei Olten und FC Basel.
Er absolvierte vier Spiele für die U-21-Nationalmannschaft von Bosnien-Herzegowina.